# Battaglia di Villata
La battaglia di Villata è un episodio bellico della seconda guerra d'indipendenza italiana. La battaglia fu combattuta il 21 maggio 1859 a Villata, fra austriaci e piemontesi.

## Antefatto
Dopo i primi successi, l'esercito franco-piemontese proseguì la propria campagna militare contro gli austriaci. Il 21 maggio 1859 il generale Cialdini, comandante della 4ª divisione piemontese acquartierata a Vercelli, ordinò a due colonne di passare a guado il Sesia allo scopo di allontanare gli austriaci e di impossessarsi della testa del ponte di Vercelli, interrotto da loro sulla sponda sinistra.
Una delle due colonne risalì fino ad Albano Vercellese, entrò risolutamente nell'alveo del fiume malgrado la profondità delle acque e malgrado l'incertezza sui fondali, e si ricostituì sulla riva opposta. La brigata austriaca del colonnello Ceschi di Santa Croce, di cui la parte più consistente occupava ancora Borgo Vercelli, si portò presso la linea del Sesia.

## La battaglia
L'esercito piemontese venne accolto a Villata da un violento fuoco nemico e quindi decise di rispondere prontamente. Le munizioni dell'esercito sardo, ad ogni modo, si erano bagnate nel corso dell'attraversamento del fiume ed in gran parte erano divenute inutilizzabili. A questo punto venne presa l'iniziativa di attaccare alla baionetta il nemico, un espediente più che altro psicologico, che però ebbe l'effetto di far retrocedere gli austriaci sino ad Orfengo in tutta fretta, abbandonando sul campo morti, feriti, armi e munizioni.
Una seconda colonna, guidata dal capitano piemontese Jest, del 10º reggimento fanteria, attraversò anch'essa quasi simultaneamente il Sesia in località Cappuccini Vecchi, a circa un chilometro da Vercelli, ma riuscì a salvare le proprie munizioni tenendole in canna ai fucili. Giunti dall'altra sponda presero contatto col nemico in località Torrione, ma gli austriaci, visto l'insuccesso di Villata, decisero di ritirarsi senza colpo ferire.